# C'est pô juste...
C'est pô juste… est le quatrième tome de la série de bande-dessinée Titeuf écrit et dessiné par Zep. Il est sorti en 1995.

## Liste des histoires
1. Le Hochet (3)
2. Mémé tricot (4)
3. Les rouberts (5)
4. La boule voyageuse (6)
5. Les enfants inbattus (7)
6. Frères de sida (8)
7. Les bombes à eau (9)
8. Le contre espionnage (10)
9. La vente de patisserie (11)
10. Les chinois (12)
11. Piscine de vue (13)
12. Tchernobyl garden (14)
13. Bubble gum (15)
14. Une dimanche à la campagne (16)
15. La cousine julie (17)
16. Six ou sept enfants (18)
17. Le paradis, c'est nul (19)
18. La bauvre (20)
19. Faut pô s'étonner (21)
20. Le départ (22)
21. Simone (23)
22. Le trou du ciel (24)
23. C'est pô grave (25)
24. La crèche (26)
25. Les gros cubes (27)
26. Filauzovie (28)
27. Moulinex (29)
28. L'arnaque (30)
29. Pourquoi tant de haine? (31)
30. Les échardes (32)
31. Mr. Mégamsuclé (33)
32. La culture (34)
33. Le film gore (35)
34. Dimanche matin (36)
35. Carlos (37)
36. Ce con de fident (38)
37. L'ogre (39)
38. Barbie forever (40)
39. À la guerre comme à la guerre (41)
40. L'ordinateur (42)
41. Popeye bidon (43)
42. Mon 1er mariage (44)
43. Faut agir (45)
44. Le street- ball (46)
45. La bosse manitale (47)

## Prix
- 1996 :  Alph-Art jeunesse 9-12 ans au festival d'Angoulême[1]